# Râul Cârcinov
Râul Cârcinov este un afluent pe stânga al râului Argeș în dreptul localității Topoloveni. Străbate localitățile Negrești, Zgripcești, Beleți, Albotele, Priboieni, Gorănești, Crintești, Boțârcani, Țigănești.

## Hărți
- Harta Județul Argeș